# أليسون جونز
أليسون جونز (بالإنجليزية: Allison Jones) هي دراجة أمريكية، ولدت في 12 مايو 1984 في أماريلو في الولايات المتحدة.